# Ptyelus hottentoti
Ptyelus hottentoti är en insektsart som först beskrevs av Eric S.E. Cogan 1916.  Ptyelus hottentoti ingår i släktet Ptyelus och familjen spottstritar. Inga underarter finns listade i Catalogue of Life.